# Insoupçonnable (mini-série, 2018)
Pour les articles homonymes, voir Insoupçonnable.
Insoupçonnable est une série télévisée française en dix épisodes de 52 minutes produite par Leonis, s'inspirant de la série britannique The Fall, diffusée en Belgique à partir du 11 septembre 2018 sur la RTBF et en France du 13 septembre au 18 octobre 2018 sur TF1.

## Synopsis
Un tueur en série rôde dans Lyon. Chloé Fischer, une criminologue parisienne, débarque dans la capitale des Gaules pour aider la police à résoudre ces meurtres. Il faut faire vite : l'assassin, père de famille modèle, semble ne commettre aucune erreur qui puisse l'incriminer et cherche déjà sa prochaine victime…

## Fiche technique
- Titre : Insoupçonnable
- Mise en scène : Éric Valette, Christophe Lamotte, Fred Garson
- Adaptation et dialogues : Virginie Brac, d'après la série The Fall d'Allan Cubitt
- Production : Jean-Benoit Gillig
- Musique : Guillaume Roussel , Laurent Sauvagnac, Stéphane Zidi
- Directeur de la photographie : Benoît Chamaillard et Damien Morisot
- Montage : Aurique Delannoy, Christine Lucas Navarro et Emmanuelle Labbé
- Direction artistique : Catherine Jarrier-Prieur et Philippe van Herwijnen
- Costumes : Karen Muller Serreau
- Assistant régisseur : Nathan Bounan
- Société de production : LEONIS et TF1
- Format : 10 épisodes
- Durée : 52 minutes
- Date de diffusion : 
  -  France : 28 avril 2018 (Festival Séries Mania)
  -  Belgique : 11 septembre 2018 sur La Une
  -  France : 13 septembre 2018 sur TF1

## Distribution
- Emmanuelle Seigner : Chloé Fischer
- Melvil Poupaud : Paul Brodsky
- Claire Keim : Muriel Brodsky
- Patrick Chesnais : Damien Moreau
- Jean-Hugues Anglade : Le préfet
- Sofia Essaïdi : Leila Baktiar
- Stéphane Debac : Arthur Moreau
- Gérald Laroche : Colmar
- La Fouine : Jeff
- Cédric Weber : Juteau
- Blandine Bellavoir : Marion Glazer[1]
- Lucy Ryan : Julie
- François-David Cardonnel : Camille Costa
- Hélène Pequin : Sarah Collet
- Linda Massoz : Florence Teppaz
- Mathilde Martinage : Myriam Lafarge
- Emmanuel Bonami : Simon
- Marie Bruigière : Véro
- Marie Catrix : Céline Coderre
- Nicolas Fine : Joël Lafarge
- Loris Schaub : Kévin Costa

## Tournage
Le tournage a duré 130 jours dans la région lyonnaise, mobilisé une soixantaine de techniciens, 70 comédiens lyonnais et un millier de figurants. 
Le producteur parle du choix de Lyon pour tourner la série : « Tourner à Lyon est un vrai choix artistique, elle apporte sa couleur à la série. Lyon est une ville de cinéma ! Elle offre une multitude de décors, dont des quartiers comme La Confluence à couper le souffle ! En France, il y a trois pôles qui se détachent dans le domaine de la production. Bien entendu, il y a Paris, l’historique, puis Marseille et Lyon. Cette dernière offre des conditions de tournage idéales. Il y a de nombreux techniciens et des entreprises locales de talent, telle que Transpalux qui a réalisé les éclairages. Enfin, on peut parler de ce bassin d’écoles de comédiens remarquables. »

## Lieux de tournage[3]
| Département du Rhône - Lyon - 6e arrondissement de Lyon - Parc de la Tête-d'Or - Grange-Blanche - Vieux-Lyon - Presqu'île - Confluence - Hôtel de ville de Lyon - Institut médico-légal de Lyon | - Caluire - Bissardon - Vaulx-en-Velin - Les Petites Cités Tase - Fontaines-sur-Saône |

- hôtel Président à Meyzieu : il s'agit d'un hôtel désaffecté depuis de nombreuses années.

## Autour de la série
Cette mini-série est adaptée de la série britannique The Fall, diffusée sur BBC Two entre 2013 et 2016. Le rôle de l'assassin, Paul Spector, était tenu par Jamie Dornan et celui de Stella Gibson, l’enquêtrice envoyée pour aider la police, par Gillian Anderson. La mini-série française s'adresse cependant à un public plus large. L'intrigue s'étale d'ailleurs sur seulement dix épisodes, alors que l'originale courait sur trois saisons.

## Accueil critique
Le magazine belge Moustique compare forcément la série à l'originale. Pour le journaliste, Emmanuelle Seigner « campe joliment une flic habile, forte et futée, là où Gillian Anderson [l']avait [fasciné], en femme troublée et troublante, froide [et] sexy ». Quant à la prestation de Melvil Poupaud, il « maîtrise ». Le journaliste ajoute : « On saluerait sans réserve sa performance - si l'on n'avait pas en tête Jamie Dornan ». En conclusion, la version française est jugée « bon[ne] ».